# Square Émile-Chautemps
Square Émile-Chautemps je square v Paříži ve 3. obvodu. Jeho rozloha činí 4069 m2.

## Umístění
Square je umístěno mezi ulicemi Boulevard de Sébastopol, Rue Salomon-de-Caus, Rue Papin a Rue Saint-Martin naproti Conservatoire national des arts et métiers.

## Historie
Square bylo založeno v roce 1858 během přestavby Paříže a bylo nejprve pojmenováno podle místní čtvrti jako Square des Arts-et-Métiers. Své současné jméno nese na počest lékaře a politika Émila Chautempse (1850-1918).

## Vybavení
- hřiště na pétanque, stůl na stolní tenis a dětské hřiště
- dvě vodní nádrže s bronzovými sochami Charlese Gumeryho (L'Agriculture et l'Industrie) a Augusta Ottina (Mercure et la Musique)
- Busta vynálezce Marca Seguina
- Wallaceova fontána
- Žulový sloup na paměť francouzských vítězství v Krymské válce v bitvách u Inkermanu, Sevastopolu, na Almě a na Čorné

## Galerie

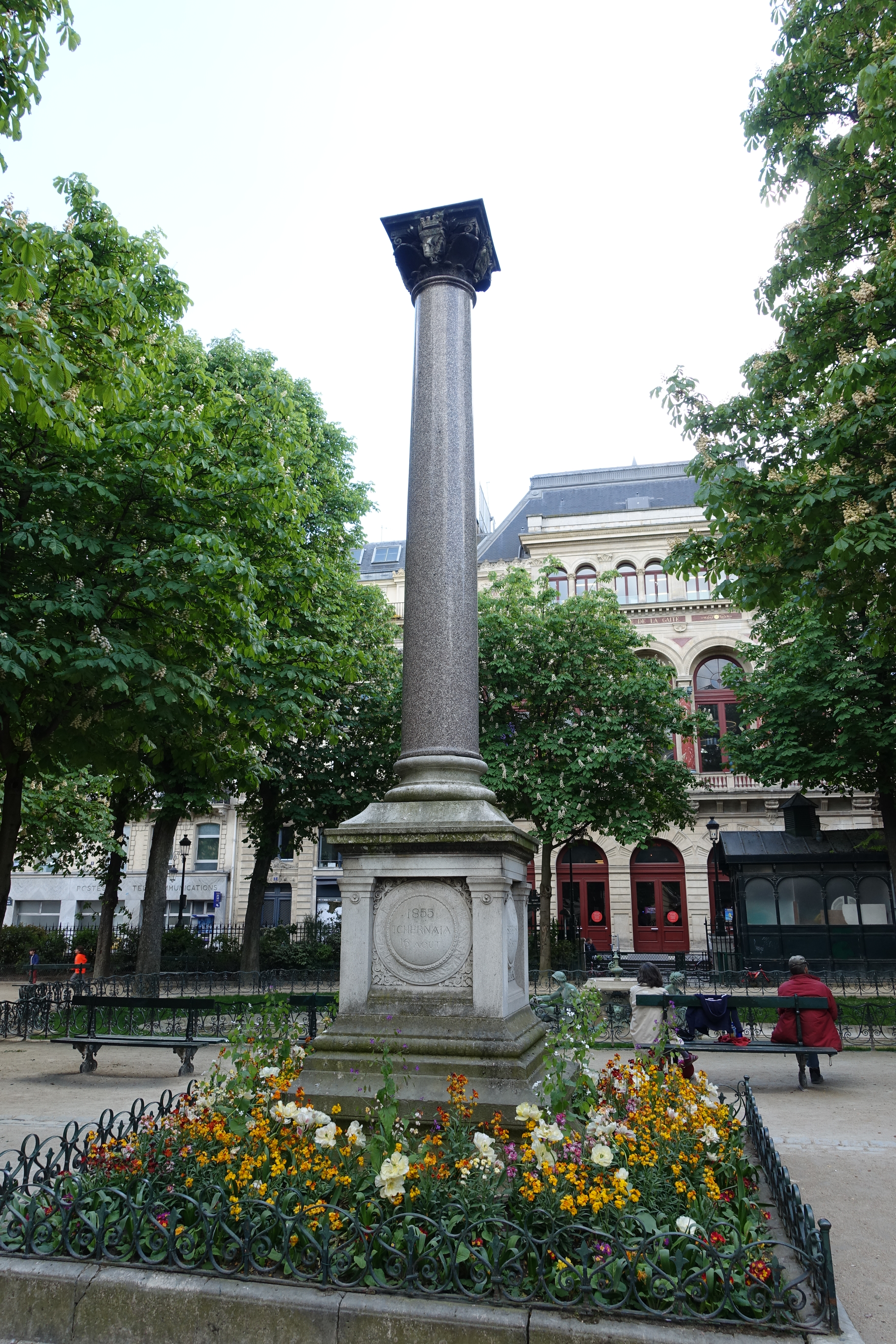
Památný sloup
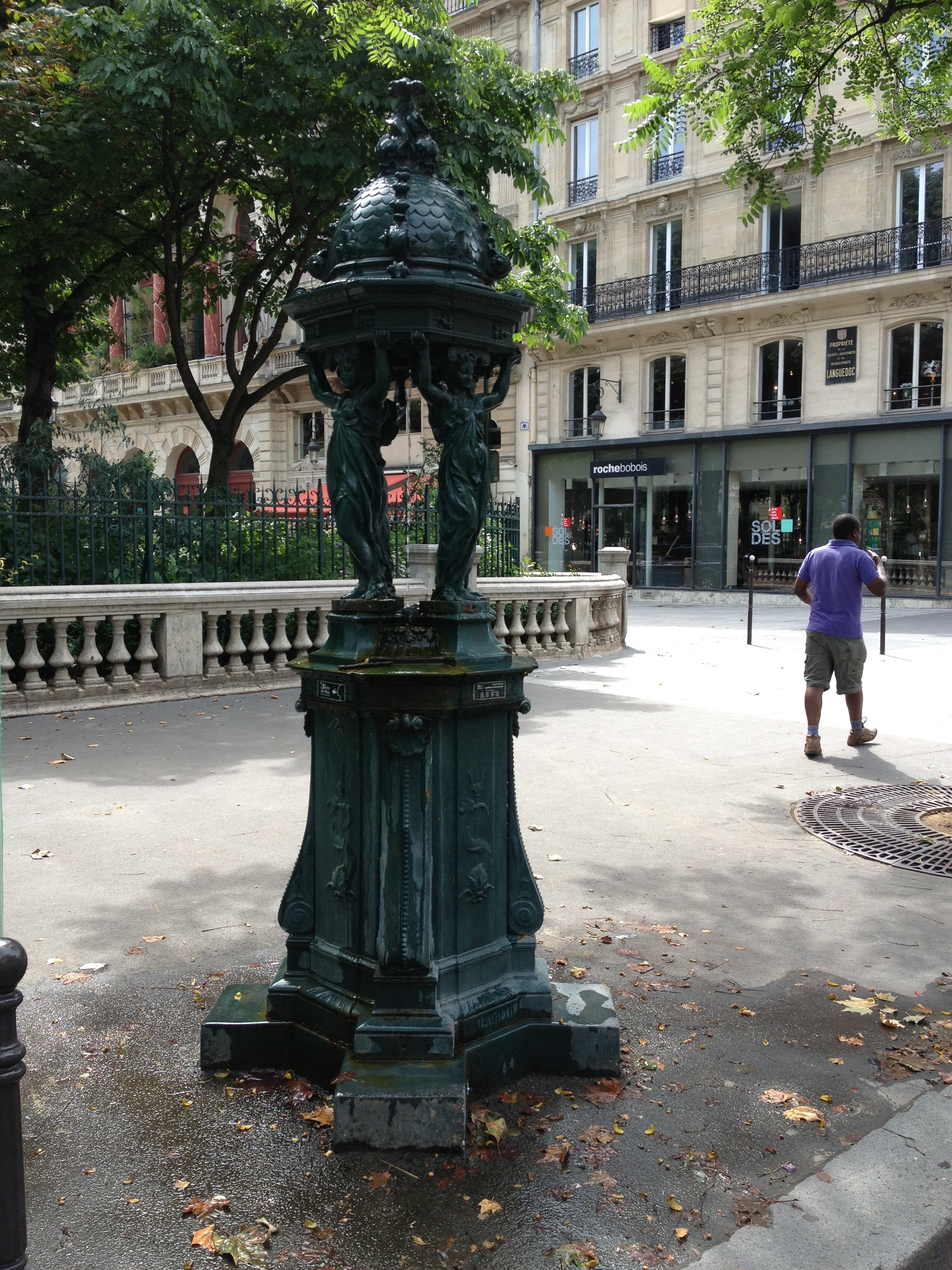
Wallaceova fontána
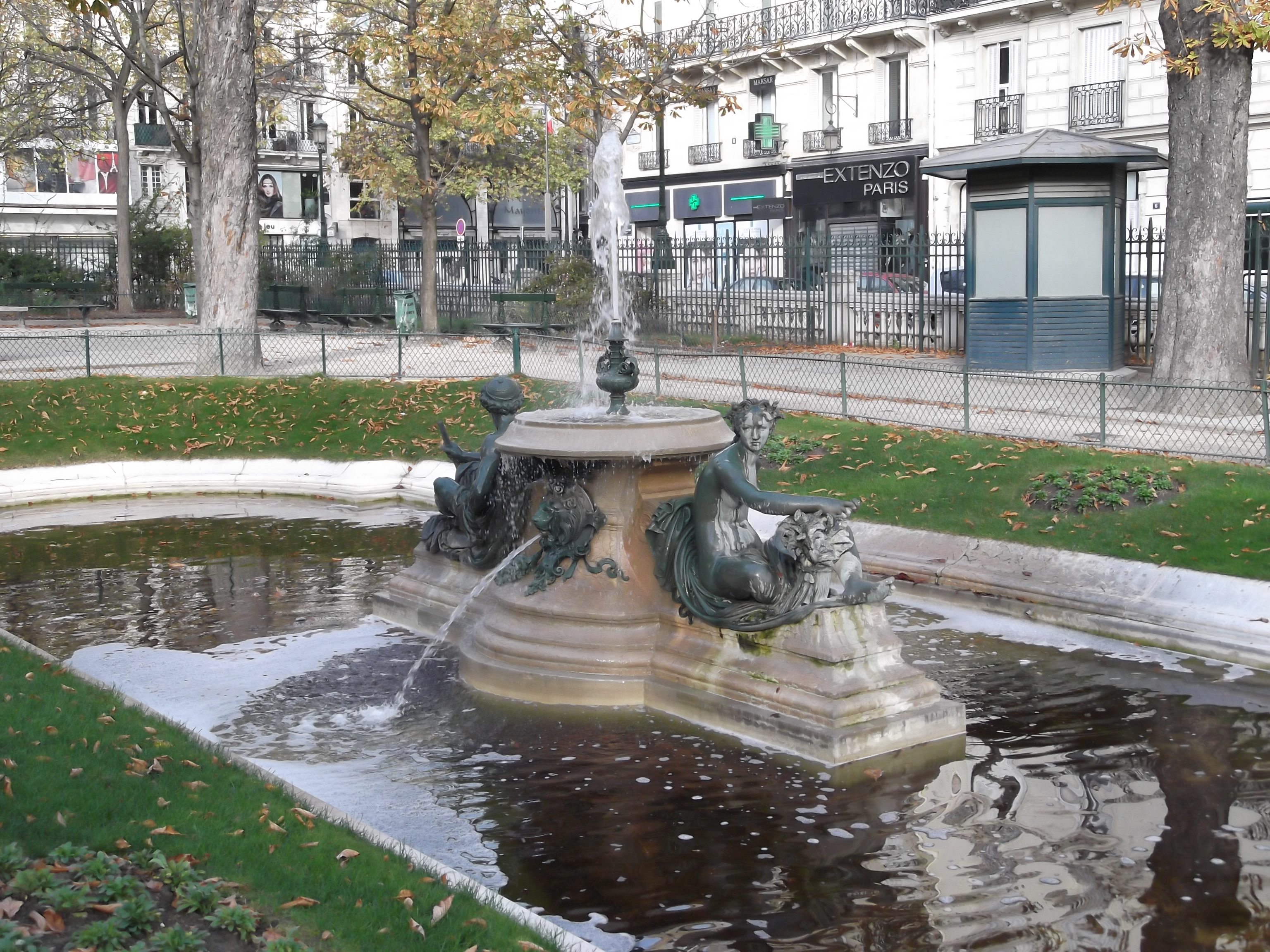
L'Agriculture et le Travail
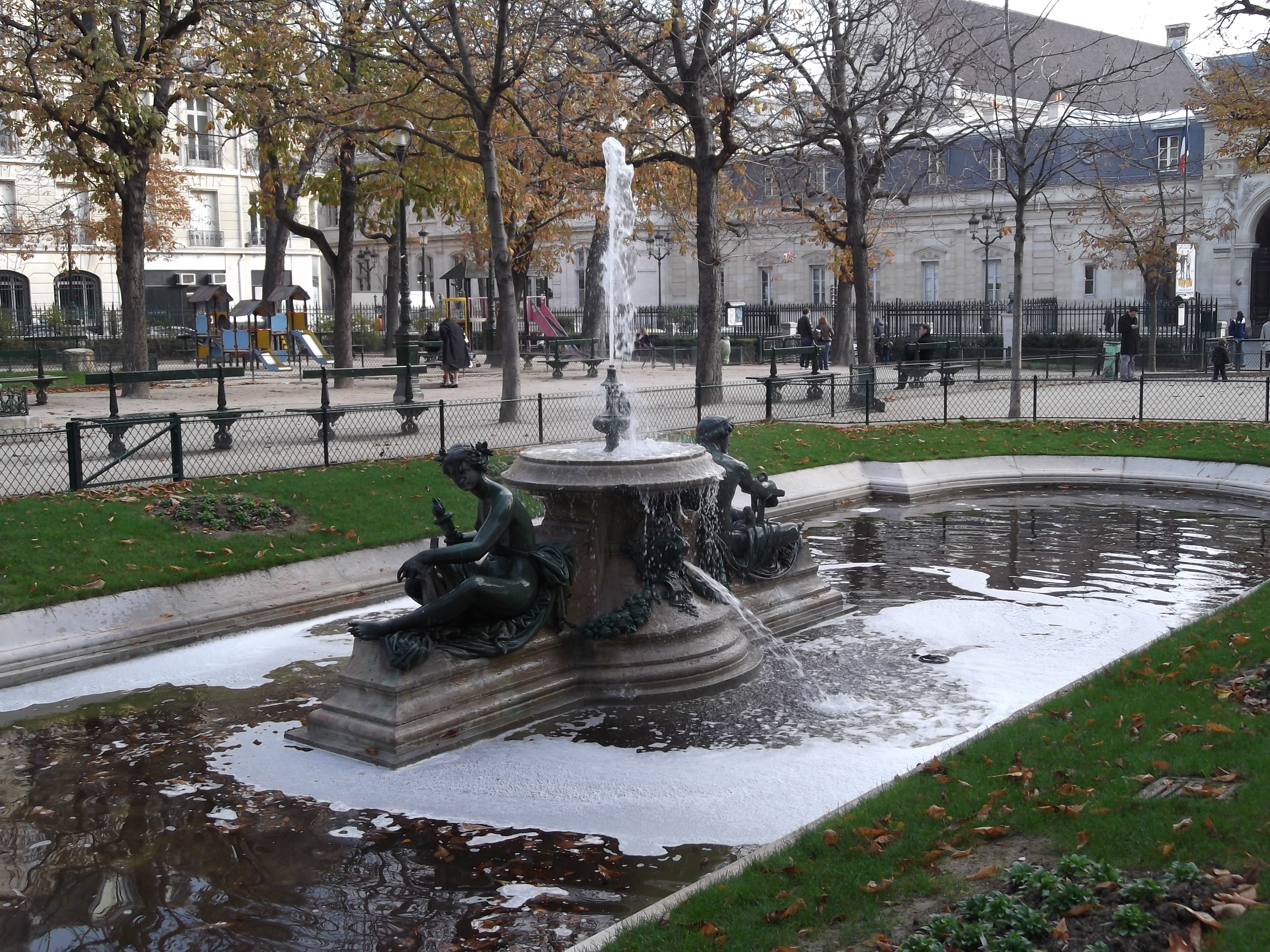
Mercure et la Musique